# Leucoagaricus purpureolilacinus
Leucoagaricus purpureolilacinus är en svampart som beskrevs av Huijsman 1955. Leucoagaricus purpureolilacinus ingår i släktet Leucoagaricus och familjen Agaricaceae.   Inga underarter finns listade i Catalogue of Life.